# Dietilfosfito
El dietilfosfito, fosfonato de dietilo o fosfito de dietilo es el compuesto organofosforado con la fórmula (C2H5O)2P(O)H. Es un reactivo popular para generar otros compuestos organofosforados, explotando la alta reactividad del enlace P-H. El dietilfosfito es un líquido incoloro. La molécula es tetraédrica.
Aunque generalmente se denomina fosfito de dietilo, el nombre correcto aceptado por la IUPAC es el de fosfonato de dietilo, ya que el tautómero fosfito no ha sido observado ni en el propio dietilfosfito, ni en ninguno de los diferentes derivados alquilfosfonatos de dietilo (en los que se reemplaza el H por una cadena lateral).

## Síntesis y propiedades
El compuesto probablemente se preparó en la década de 1850 combinando tricloruro de fósforo y etanol, pero las preparaciones intencionales llegaron más tarde. Surge de la siguiente manera:
{\displaystyle {\rm {3\ C_{2}H_{5}OH+PCl_{3}\rightarrow HP(O)(C_{2}H_{5}O)_{2}+2\ HCl+C_{2}H_{5}Cl}}}
Muchos derivados se pueden preparar de manera similar. Como ya se ha comentado, no debería ser nombrado como fosfito; a pesar de esto, muchas de sus reacciones son difíciles de racionalizar sin asumir la existencia del siguiente equilibrio de tautomería entre las formas fosfonato y fosfito:
(C2H5O)2P(O)H  ⇌ (C2H5O)2P(OH)

## Reactividad

### Intercambio de alcóxido
El dietilfosfito se puede transesterificar al tratar con un alcohol. Para alcoholes de altos puntos de ebullición, la conversión puede ser dirigida por la eliminación de etanol:
{\displaystyle {\rm {(C_{2}H_{5}O)_{2}P(O)H+2\ ROH\rightarrow HP(O)(OR)_{2}+2\ C_{2}H_{5}OH}}}
Del mismo modo, las aminas pueden desplazar al etóxido:
{\displaystyle {\rm {(C_{2}H_{5}O)_{2}P(O)H+RNH_{2}\rightarrow HP(O)(C_{2}H_{5}O)(RNH)+C_{2}H_{5}OH}}}

### P-alquilación
El dietilfosfito sufre desprotonación con terc-butóxido de potasio. Esta reactividad permite la alquilación en el fósforo:
(C2H5O)2P(O)H  +  KOtBu  →  (C2H5O)2P(O)K  +  HOtBu
(C2H5O)2P(O)K  +  RBr  →  (C2H5O)2P(O)R  +  KBr
Para convertir haluros de arilo, se puede emplear catálisis de paladio. El proceso de acoplamiento C-P recuerda a la aminación de Buchwald-Hartwig.
La reacción del dietilfosfito con los reactivos de Grignard da como resultado la desprotonación inicial seguida del desplazamiento de los grupos etoxi. Esta reactividad proporciona una ruta a los óxidos de fosfina secundarios, como el óxido de dimetilfosfina, como se muestra en el siguiente par de ecuaciones:
{\displaystyle {\rm {(C_{2}H_{5}O)_{2}P(O)H+CH_{3}MgBr\rightarrow (C_{2}H_{5}O)_{2}P(O)MgBr+CH_{4}}}}
{\displaystyle {\rm {(C_{2}H_{5}O)_{2}P(O)MgBr+2\ CH_{3}MgBr\rightarrow (CH_{3})_{2}P(O)MgBr+2\ (C_{2}H_{5}O)MgBr}}}
{\displaystyle {\rm {(CH_{3})_{2}P(O)MgBr+H_{2}O\rightarrow (CH_{3})_{2}P(O)H+MgBr(OH)}}}

### Hidrofosfonilación
El dietilfosfito puede agregarse a través de grupos insaturados a través de una reacción de hidrofosfonilación. Por ejemplo, se agrega a los aldehídos de manera similar a la reacción de Abramov:
{\displaystyle {\rm {(C_{2}H_{5}O)_{2}P(O)H+RCHO\rightarrow (C_{2}H_{5}O)_{2}P(O)CH(OH)R}}}
También se puede adicionar a iminas en la reacción de Pudovik y la reacción de Kabachnik–Fields, en ambos casos se sintetizarían aminofosfonatos.